# Fernando Robleño
Fernando García Robleño dit « Fernando Robleño », né le 13 septembre 1979 à Madrid (Espagne), est un matador espagnol. On le surnomme parfois « Blé ».

## Présentation

### Carrière
- Débuts en novillada avec picadors : Colmenar de Oreja (Espagne, province de Madrid), le 4 mai 1997, en solitaire. Novillos de la ganadería de Victoriano del Río.
- Présentation à Madrid : 16 juillet 1999
- Alternative : Torrejón de Ardoz (Espagne, province de Madrid), le 20 juin 2000. Parrain, Morante de la Puebla ; témoin, « El Juli ». Taureaux de la ganadería de Torrealta.
- Confirmation d’alternative à Madrid : 22 juillet 2001. Parrain, José Antonio Canales Rivera ; témoin, Manuel Bejarano. Taureaux de la ganadería de Valverde.